# بلوز کلاسیک زنان
بلوز کلاسیک زنان (انگلیسی: Classic female blues) گونه ای اولیه از موسیقی بلوز است که در دهه ۱۹۲۰ در آمریکا رواج داشت. این موسیقی تلفیقی از بلوز محلی سنتی و تئاتر شهری بود که با نام دیگر ودویل بلوز هم شناخته می‌شود. بلوزهای اولیه توسط زنان خوانندگی می‌شدند و گروه کوچکی از نوازندگان جز یا یک نوازندهٔ پیانو او را همراهی می‌کردند و از نخستین ضبط‌های انجام شده از بلوز قرار داشتند.
ما رینی، بسی اسمیت، اتل واترز و دیگر زنان از عوامل مؤثر در ترویج بلوز کلاسیک زنان بودند.